# Hurrungane
Lo Hurrungane (scritto anche come Hurrungene, Hurrungadn, Horungane) è un massiccio montuoso appartenente alla catena dello Jotunheimen, nelle Alpi scandinave, situato nella contea di Vestland, in Norvegia.

## Descrizione

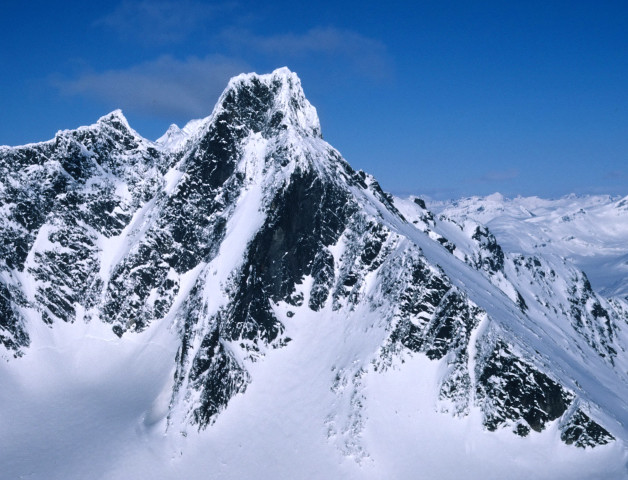
Lo Store Skagastølstind.

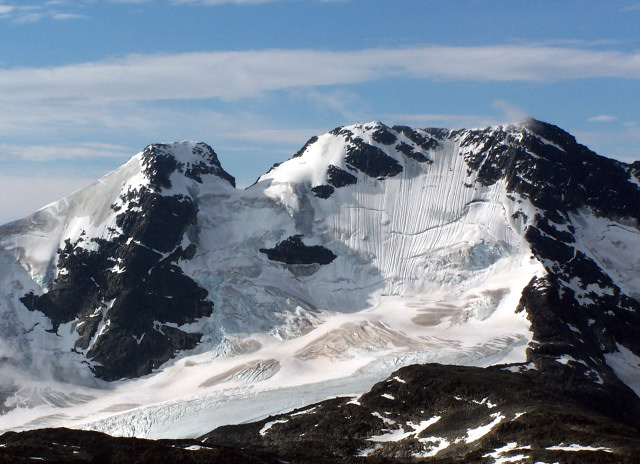
Lo Jervvasstind (a sinistra) e lo Store Styggedalstind (a destra).

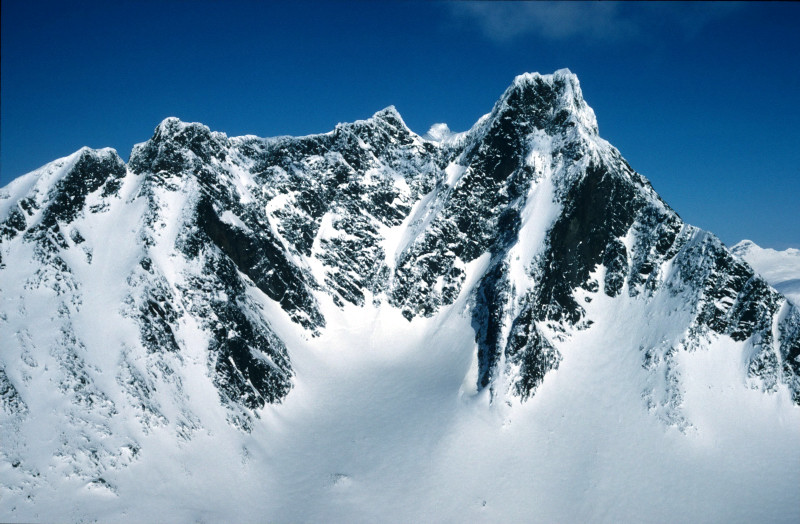
Da sinistra il Midtre Skagastølstind, il Vetle Skagastølstind, il Sentraltind (sullo sfondo oltre la sella) e lo Store Skagastølstind (a destra).

### Geografia
Il gruppo appartiene alla catena dello Jotunheimen di cui rappresenta la parte sud occidentale. Il gruppo è delimitato dalle valli di Utladalen a est, Bergsdalen a nord e Berdalen a ovest. Lo Hurrungane comprende molte delle montagne più alte della Norvegia; ben 23 cime oltre i 2 000 m e molti dei suoi picchi sono accessibili solo tramite arrampicata o attraversando ghiacciai.
Il massiccio si trova nei comuni di Luster e Årdal. 
Lo Hurrungane fa interamente parte del parco nazionale Jotunheimen.

### Cime principali
- Store Skagastølstind (Storen): 2 405 m
- Store Styggedalstind: 2 387 m
- Jervvasstind (Gjertvasstind): 2 351 m
- Sentraltind: 2 348 m
- Vetle Skagastølstind: 2 340 m
- Midtre Skagastølstind: 2 284 m
- Skagastølsnebbet: 2 222 m
- Store Austanbotntind: 2 202 m

### Ghiacciai
- Gjertvassbreen
- Styggedalsbreen
- Skagastølsbreen
- Ringsbreen
- Berdalsbreen
- Stølsmaradalsbreen
- Midtmaradalsbreen
- Slingsbybreen
- Maradalsbreen

## Rifugi
I rifugi che si trovano ai piedi del gruppo sono:
- Fannaråkhytta - 2 065 m
- Skagastølsbu - 1 758 m
- Turtagrø - 884 m
- Stølsmaradalen - 848 m
- Skogadalsbøen - 833 m
- Fuglesteg - 630 m

## Nome
Il toponimo Hurrungane è la composizione della parola hurrung con il suffisso ane, l'articolo determinativo plurale. Il termine hurrung è composto da una prima parte derivante dal verbo hurra ("affrettarsi", "muoversi velocemente facendo rumore") e dal suffisso "ung", che ricorda una persona o cosa "attiva" o "energica". Il nome può tradursi quindi come "oggetti rumorosi", in riferimento alle frequenti frane e valanghe dai ripidi pendii dei monti dello Hurrungane.
Lo stesso toponimo al singolare, Hurrungen, è il nome di due montagne nei pressi di Rauma e Skjåk. 

## Galleria d'immagini

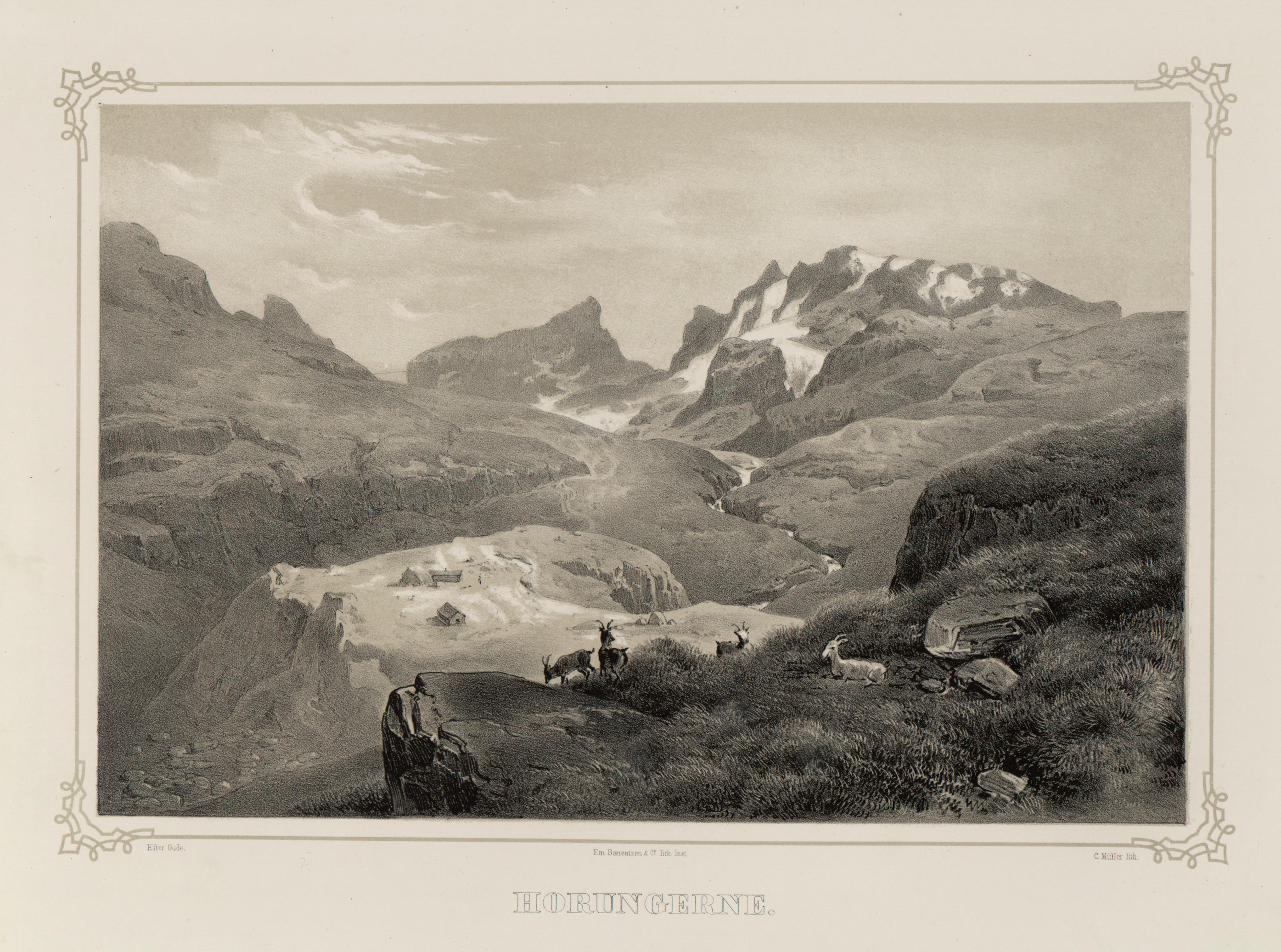
Lo Hurrungane in un dipinto di Hans Gude (1848).
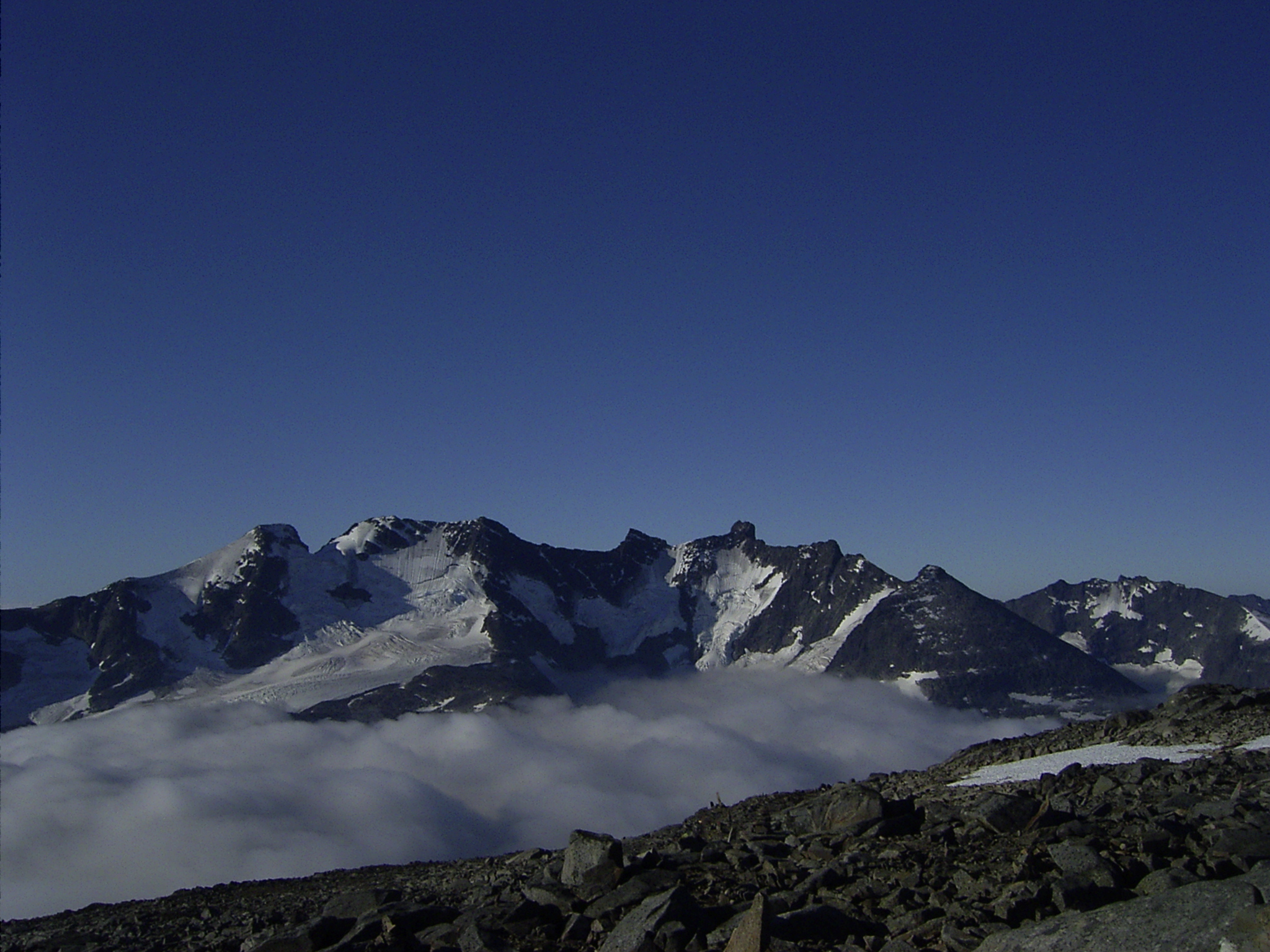
Lo Hurrungane visto dal Fannaråki.
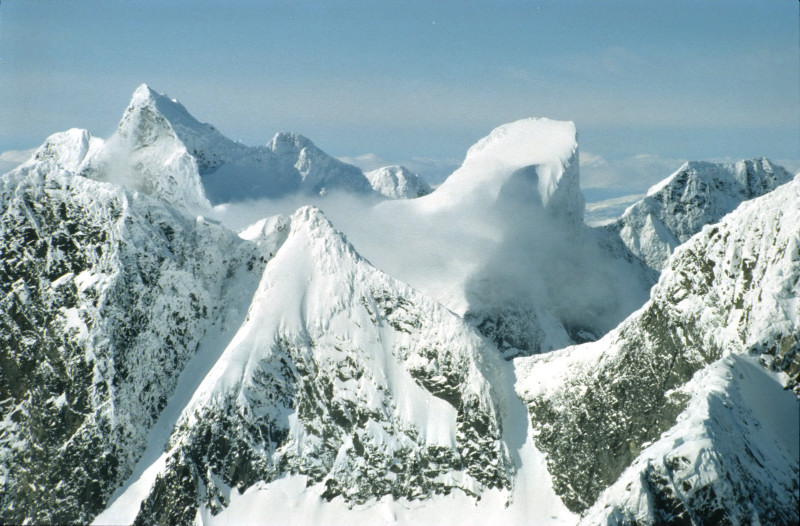
Lo Store Austanbotntind (a sinistra), lo Store Ringstind e lo Soleitindane. Più a sinistra il Nordre Midtmaradalstind, il Berges skard e il Søre Dyrehaugstind. Fotografia scattata nel 1990 dallo Store Skagastølstind.
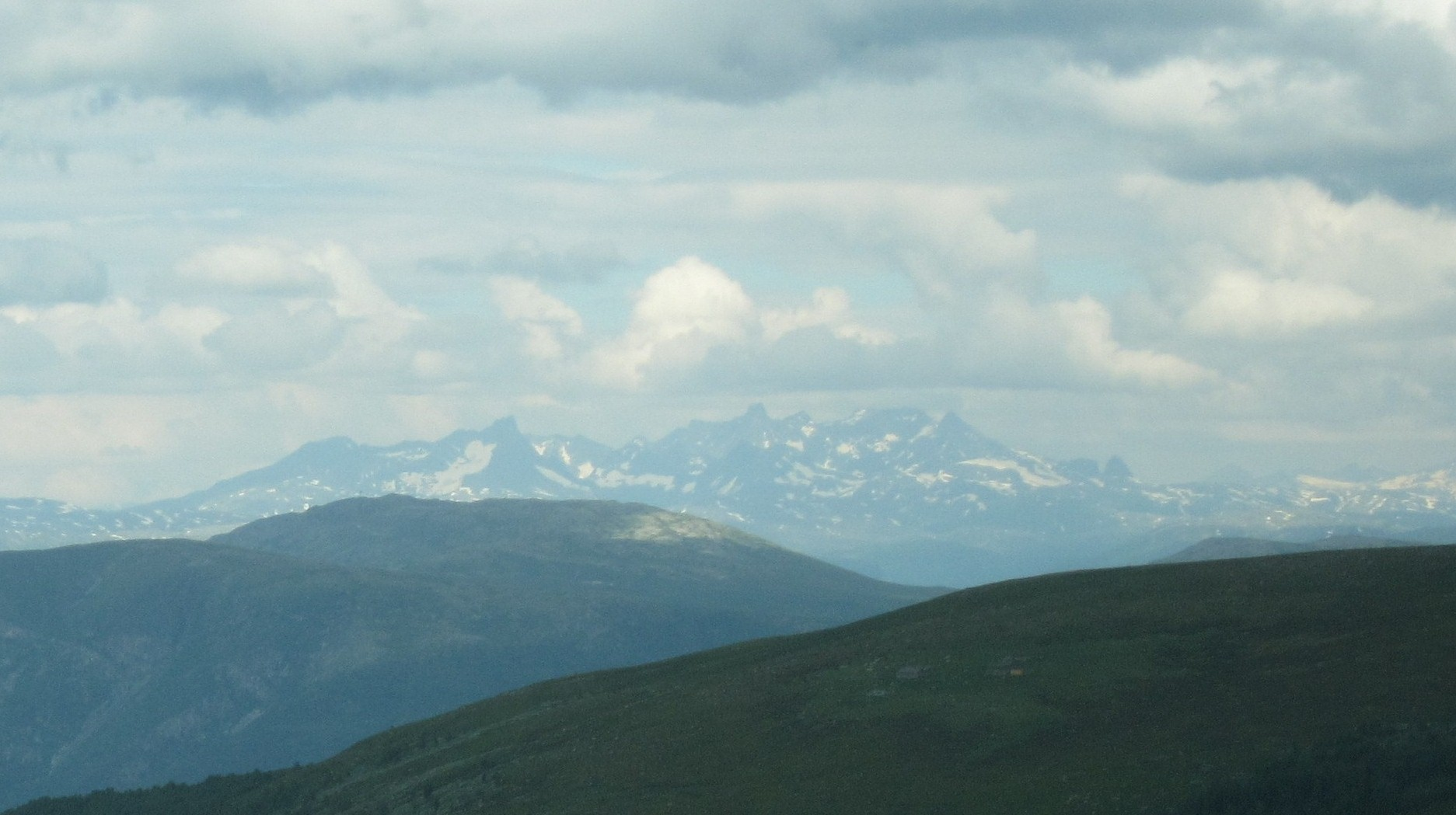
Lo Hurrungane visto dal passo di Aurlandsvegen.